# Фонсорб
Фонсо́рб (фр. Fonsorbes, окс. Fontsòrbas) — коммуна во Франции, находится в регионе Юг — Пиренеи. Департамент — Верхняя Гаронна. Входит в состав кантона Сен-Лис. Округ коммуны — Мюре.
Код INSEE коммуны — 31187.

## География

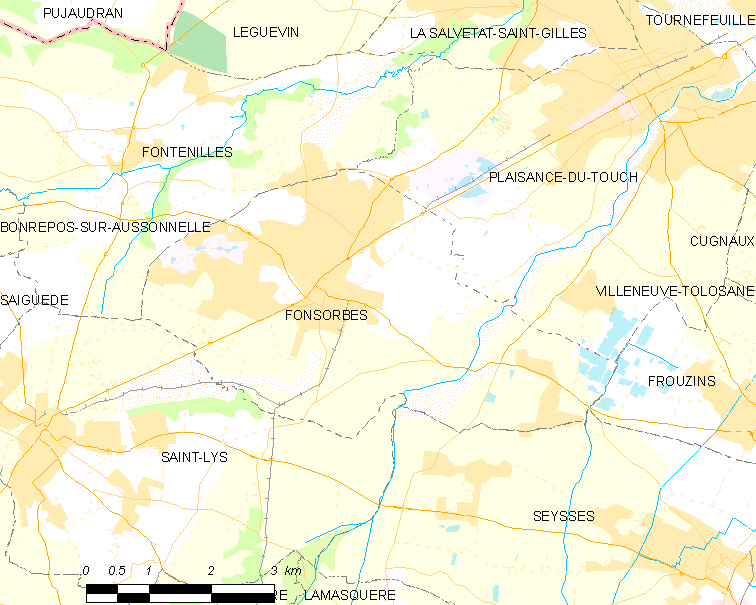
Карта коммуны

Коммуна расположена приблизительно в 600 км к югу от Парижа, в 19 км к юго-западу от Тулузы.
На юге коммуны протекает река Туш.

## Климат
Климат умеренно-океанический. Зима мягкая и снежная, весна характеризуется сильными дождями и грозами, лето сухое и жаркое, осень солнечная. Преобладают сильные юго-восточные и северо-западные ветры.

## Население
Население коммуны на 2010 год составляло 11 111 человек.
| 1962 | 1968 | 1975 | 1982 | 1990 | 1999 | 2010   |
| ---- | ---- | ---- | ---- | ---- | ---- | ------ |
| 755  | 882  | 2049 | 3241 | 4252 | 6909 | 11 111 |

## Администрация
| Период | Период | Фамилия          | Партия                              | Примечания               |
| ------ | ------ | ---------------- | ----------------------------------- | ------------------------ |
| 1944   | 1970   | Мариюс Торин     | Французская коммунистическая партия |                          |
| 1971   | 1977   | Марсель Гатье    |                                     |                          |
| 1977   | 1989   | Эмманюэль Реаль  |                                     |                          |
| 1989   | 2014   | Пьер Дюпланте    | Социалистическая партия             | член генерального совета |
| 2014   | 2020   | Франсуаза Симеон | Разные левые                        |                          |

## Экономика
В 2010 году среди 7397 человек трудоспособного возраста (15—64 лет) 5714 были экономически активными, 1683 — неактивными (показатель активности — 77,2 %, в 1999 году было 75,3 %). Из 5714 активных жителей работали 5245 человек (2876 мужчин и 2369 женщин), безработных было 469 (149 мужчин и 320 женщин). Среди 1683 неактивных 716 человек были учениками или студентами, 460 — пенсионерами, 507 были неактивными по другим причинам.

## Города-побратимы
- Ла-Фатарелья (Испания, с 1994)